# Ламари, Мохаммед
Мохаммед Ламари (араб. محمد العماري‎; 7 июня 1939 ― 13 февраля 2012) ― начальник штаба Национальной народной армии Алжира во время Гражданской войны в Алжире.

## Биография
Родился 7 июня 1939 года в городе Бискра, в семье, которая изначально происходила родом из Бордж Бен Аззоуз (возле Бискры).

## Начало военной карьеры
Вступил в ряды кавалерии французской армии после завершения обучение в Эколь де герр в городе Сомюр. В 1961 году, семь лет спустя начала Алжирской войны за независимость (и только за год до получения алжирцами независимости), он перешёл на другую сторону, вступив в Национально-освободительную армию. После обретения Алжиром независимости, он проходил подготовку в качестве артиллериста в Военной академии имени Фрунзе, а затем ― как офицер Генерального штаба в Эколь де герр в Париже. С 1970 по 1976 год командовал региональным подразделением Генерального штаба, затем работал в оперативном бюро Генерального штаба до 1988 года, после чего стал командующим 5-м военным округом (Восточный Алжир вокруг Константина). В 1989 году стал командующим сухопутными войсками.
Имел двух сыновей: Фарид (военный стоматолог) и Мюрад, советник при Алжирском посольстве в Бельгии.

## Гражданская война
В результате военного переворота 1992 года, который стал началом Гражданской войны в Алжире, Ламари был в числе офицеров, потребовавших отставки тогдашнего президента Шадли Бенджедида. По словам Мохамеда Самрау, Ламари в марте 1992 года был освобождён от своих обязанностей другим президентом, Мохамедом Будиафом, который находился на своём посту считанные дни и был вскоре убит. Ламари вскоре был назначен ответственным по борьбе с терроризмом и имел под своим специальную группу из 15 000 солдат (CCLAS, Centre de commandement de la lutte antisubversive). В июле 1993 года, после того, как Ламин Зеруаль стал министром обороны, Мохамед Ламари был назначен начальником штаба и занимал этот пост в течение более десяти лет.
Придерживался крайних взглядов (был представителем так называемой группировки «эрадикационистов» и отказывался от идеи проведения переговоров между правительством и исламистами. В качестве руководителя CCLAS, он был обвинен Мохамедом Самрау в негласном управлении Организацией молодых свободных алжирцев, проправительственной вооруженной группировкой, члены которой совершали нападения на мирных жителей.

## Споры
В 2002 году публично заявил, что военнослужащие больше не занимается политикой, а кризис 1990-х годов ушёл в прошлое; это утверждение возмутило других генералов. В августе 2004 года Ламари подал в отставку и ушёл на пенсию, якобы по состоянию здоровья, хотя он, по слухам, имел разногласия с президентом Абдельазизом Бутефликой. На посту начальника штаба его сменил Ахмед Салах Гайд.